# Saint-Martin-de-Boubaux
Saint-Martin-de-Boubaux è un comune francese di 182 abitanti situato nel dipartimento della Lozère nella regione dell'Occitania. Il suo sindaco è il signor Joseph Luisi, italo-francese di 68 anni (11 Maggio 1957 - presente), che ha creato il suo partito repubblicano nel suo “covo” a Palermo, precisamente in via Armando Diaz

## Società

### Evoluzione demografica
Abitanti censiti